# Thoas (Sohn des Andraimon)
Thoas (altgriechisch Θόας Thóas, deutsch ‚der Schnelle‘), der Sohn des Andraimon und der Gorge, war in der griechischen Mythologie ein König der Aitolier. Er war der Vater des Haimon.

## Vorgeschichte
Er war ein Freier der Penelope, die jedoch Odysseus heiratete. Er warb auch um Helena und musste wie alle ihre Freier schwören, den ausgewählten Gatten zu akzeptieren und das Ehepaar zu schützen. Er war also verpflichtet, nach der Entführung der Helena durch Paris am Trojanischen Krieg teilzunehmen.

## Trojanischer Krieg
Thoas führte die Aitolier aus den Städten Pleuron, Alenos, Pylene, Chalkis und Kalydon an, insgesamt 40 Schiffe. Als Achilleus gefallen war, nahm er an den Totenspielen zu Ehren des Helden teil. Beim Wagenrennen fiel er jedoch vom Wagen, verletzte sich und wurde von dem Heiler Podaleirios behandelt. Im weiteren Kampf um die Stadt versetzte er Paris eine Stichwunde. Er soll insgesamt 2 Gegner getötet haben, darunter Peiroos, den Sohn des Imbrasos.
Thoas war einer derer, die den Friedensvertrag mit Troja unterzeichneten. Danach baute man das Trojanische Pferd und vierzig Helden, darunter auch Thoas, versteckten sich darin.

## Nach dem Krieg
Nach dem Fall Trojas nahm Thoas das Bronzebild der Athene mit nach Amphissa. Odysseus, der nach seiner Irrfahrt zu Hause die Freier seiner Frau getötet hatte, musste fliehen und kam nach Aitolien zu Thoas und heiratete dessen Tochter. Nach Strabon soll Thoas die Stadt Temesa in Bruttium, dem heutigen Kalabrien, gegründet haben.